# مارماهی دندان‌اره‌ای بین
مارماهی دندان‌اره‌ای بین (نام علمی: Serrivomer beanii) نام یک گونه از تیره مارماهی دندان‌اره‌ای است.